# Four Sticks
"Four Sticks" is een nummer van de Britse rockband Led Zeppelin . Het is het zesde nummer van hun vierde album Led Zeppelin IV (1971). Het nummer werd in februari 1972 in Nederland uitgebracht als B-kant van de single "Rock and Roll".

## Titel
De titel van het nummer komt voort uit de frustratie van drummer John Bonham. Omdat het nummer iedere keer niet goed op tape stond, nam hij een extra paar drumstokken. Hij begon zo hard als hij kon, nu dus met vier stokken, opnieuw zijn partij te spelen. Deze keer lukte het hem wel om in één keer de perfecte opname te maken.

## Opname
De opnames van het nummer vonden plaats in de "Island Studio's" in Londen.
"Four Sticks" was een lastig nummer om op te nemen. De opnames duurden dan ook langer dan gewoonlijk. Bassist John Paul Jones bespeeld op dit nummer een zg. VCS3 synthesizer. Nadat er weer een opname van het nummer mislukt was, begon gitarist Jimmy Page uit frustratie een gitaarriff te improviseren. Deze riff werd later uitgewerkt tot het nummer "Rock and Roll" (het tweede nummer op Led Zeppelin IV).

## Live versies
Voor zover bekend is het nummer slechts één keer live uitgevoerd, op 3 mei 1971 in Kopenhagen (Denemarken) tijdens hun Europese tour. Deze opname is nooit op officiële livealbums verschenen, enkel op zg. bootleg uitgaven.
Het nummer werd door Page en Plant, samen met het Bombay Symphonie Orkest, opnieuw opgenomen tijdens hun trip door India in 1972. Ook het nummer "Friends", van het album Led Zeppelin III uit 1970, werd er gespeeld. Op deze uitvoering van "Four Sticks" is gebruik gemaakt van sitars en tabla drums. Het nummer wordt, samen met "Friends", pas in 2015 op de geremasterde versie van het album "Coda" uitgebracht en wordt dan niet "Four Sticks" maar "Four Hands" genoemd.
"Four Sticks" werd in 1994 door Jimmy Page en Robert Plant uitgevoerd tijdens hun muzikale project onder de naam "Page and Plant". Op 25 en 26 augustus van dat jaar werden er opnames gemaakt in Londen, Wales en Marokko. Samen met Egyptische en Marokkaanse muzikanten speelden ze Led Zeppelin nummers waaronder "Four Sticks". Deze versie van het nummer is terug te vinden op "No Quarter: Jimmy Page and Robert Plant Unledded". Het project was zo'n groot succes dat besloten werd om een wereldtournee te maken in 1995/1996.
Robert Plant speelde het nummer ook live tijdens zijn solo tour in 2005. Deze uitvoering is te zien op de dvd, "Soundstage: Robert Plant and the Strange Sensation". Het nummer wordt door drummer Clive Deamer echter maar met twee drumstokken gespeeld.

## Alternatieve versie
Op de in 2014 verschenen geremasterde uitgave van Led Zeppelin IV, staat op de tweede cd een alternatieve versie van het nummer, "Four Sticks (Alternate Mix)". Het is opgenomen op 2 november 1970 in de Island Studio's in Londen. Deze versie duurt 4:33 terwijl het origineel 4:45 duurt.

## Bezetting
- Robert Plant - leadzang
- Jimmy Page - gitaar
- John Paul Jones - basgitaar, VCS3 synthesizer
- John Bonham - drums

## Cover-versies
Four Sticks is door diverse artiesten gecoverd. De bekendste zijn:

| Artiest                              | Album                                            | Jaar |
| ------------------------------------ | ------------------------------------------------ | ---- |
| Page and Plant                       | No Quarter: Jimmy Page and Robert Plant Unledded | 1994 |
| Rollins Band                         | Encomium: A Tribute to Led Zeppelin              | 1995 |
| Robert Plant & The Strange Sensation | Soundstage                                       | 2006 |
| Led Zepagain                         | Led Zepagain II: A Tribute To Led Zeppelin       | 2007 |